# اود کارستن تویت
اود کارستن تویت (نروژی: Odd Karsten Tveit) زاده ۱۷ دسامبر ۱۹۴۵م، یک خبرنگار و گزارشگر نروژی است. حوزه تخصصی وی، امور مربوط به خاورمیانه است. وی سالها به عنوان گزارشگر امور خارجی ان‌ارکو از کشورهای خاورمیانه و از آن جمله ایران، گزارش تهیه کرده، و نویسنده چند کتاب در همین زمینه است. وی همچنین در نیروهای حافظ صلح سازمان ملل مستقر در لبنان، خدمت کرده‌است.

## پیشینه
اود کارستن تویت، فارغ‌التحصیل سال ۱۹۷۱م، از دانشگاه اسلو در رشته اقتصاد است. فعالیت وی در حوزه خبری از سال ۱۹۷۳، ابتدا به عنوان خبرنگار ویژه ان‌ارکو در امور توسعه صنایع نفت در دریای شمال؛ و سپس گزارشگر امور مربوط به خاورمیانه، آغاز شد. وی تا سال ۲۰۱۵م، در استخدام رسمی ان‌ارکو، یعنی بزرگترین مؤسسه رسانه ای نروژ بوده‌است. وی سالها در کشورهای خاورمیانه زندگی کرده و به عنوان یک نویسنده غیر داستانی در امور خاورمیانه سرشناس است.